# Упадок и падение Бразильской империи
Упадок и падение Бразильской империи произошли в период между 1881 и 1889 годами. Парадоксально, но упадок Бразильской монархии происходил на фоне небывалого экономического взлёта, который Бразилия пережила за долгий и весьма стабильный период 58-летнего правления императора Педру II. С 1839 по 1887 годы экономика страны росла со скоростью 3,88 % в год, заняв 8-е место в мире по уровню ВВП. Кроме того, император выиграл три войны и значительно расширил территорию страны за счёт своих испаноязычных соседей. Золотой закон, отменивший рабство в 1888, также способствовал росту популярности самого императора и членов его семьи, но не института монархии в целом, особенно что касалось его поддержания в будущем. Причин этому было несколько. Во многом они объяснялись болезнью и усталостью дряхлеющего императора, а также пассивностью по отношению к короне наследницы престола — принцессы Изабеллы. Сыновья императора умерли в младенчестве, а полуглухой зять-француз был недостаточно популярен среди бразильцев. После отмены рабства старые плантации на северо-западе страны пришли в запустение, а новые кофейные олигархи юго-востока не нуждались в империи для защиты своих интересов. Воспользовавшись правительственными кризисами 1888 и 1889 годов и неудовлетворённостью среди армейских офицеров, республиканцы выступили за революционные изменения вместо постепенных, за которые выступал фельдмаршал Фонсека. Завершился упадок провозглашением республики.